# Lotusvoetjes

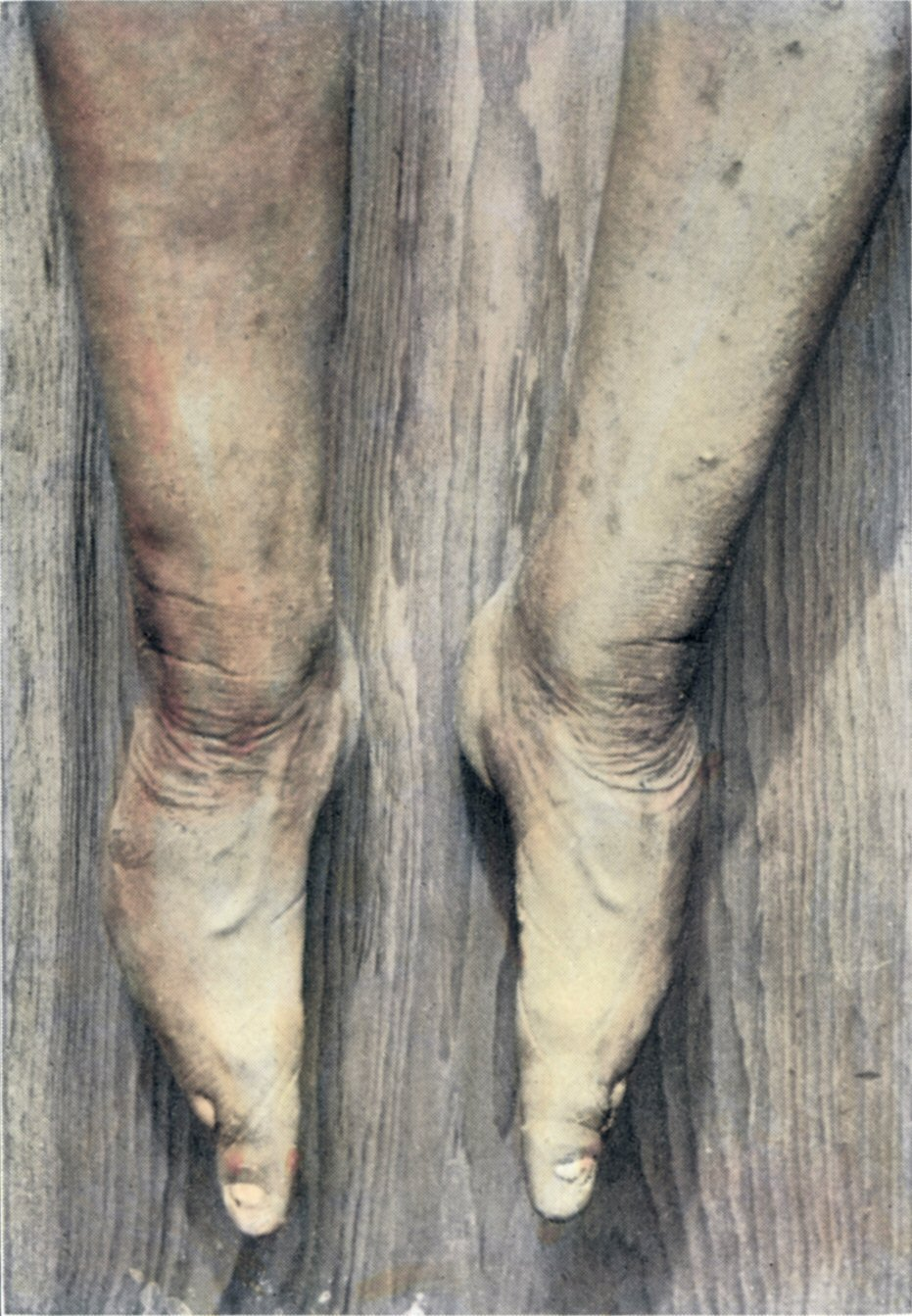
Lotusvoetjes

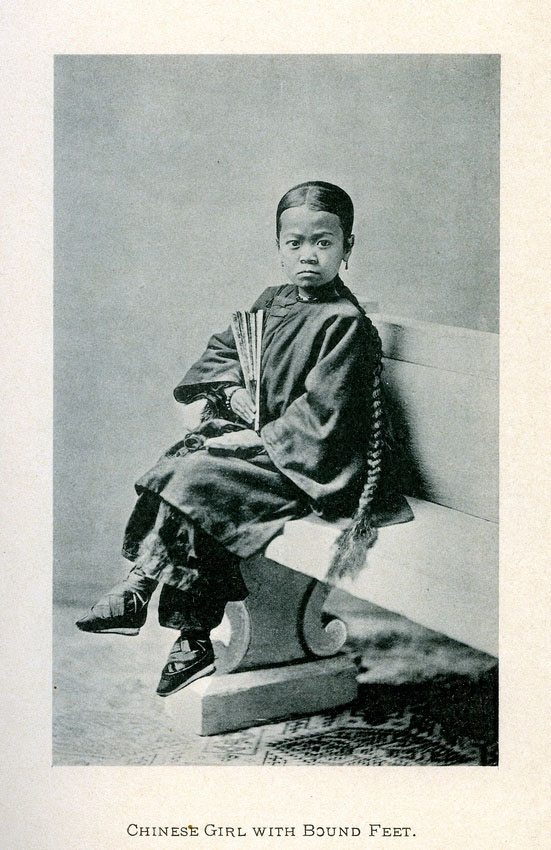
Chinees meisje met lotusvoetjes, 1892

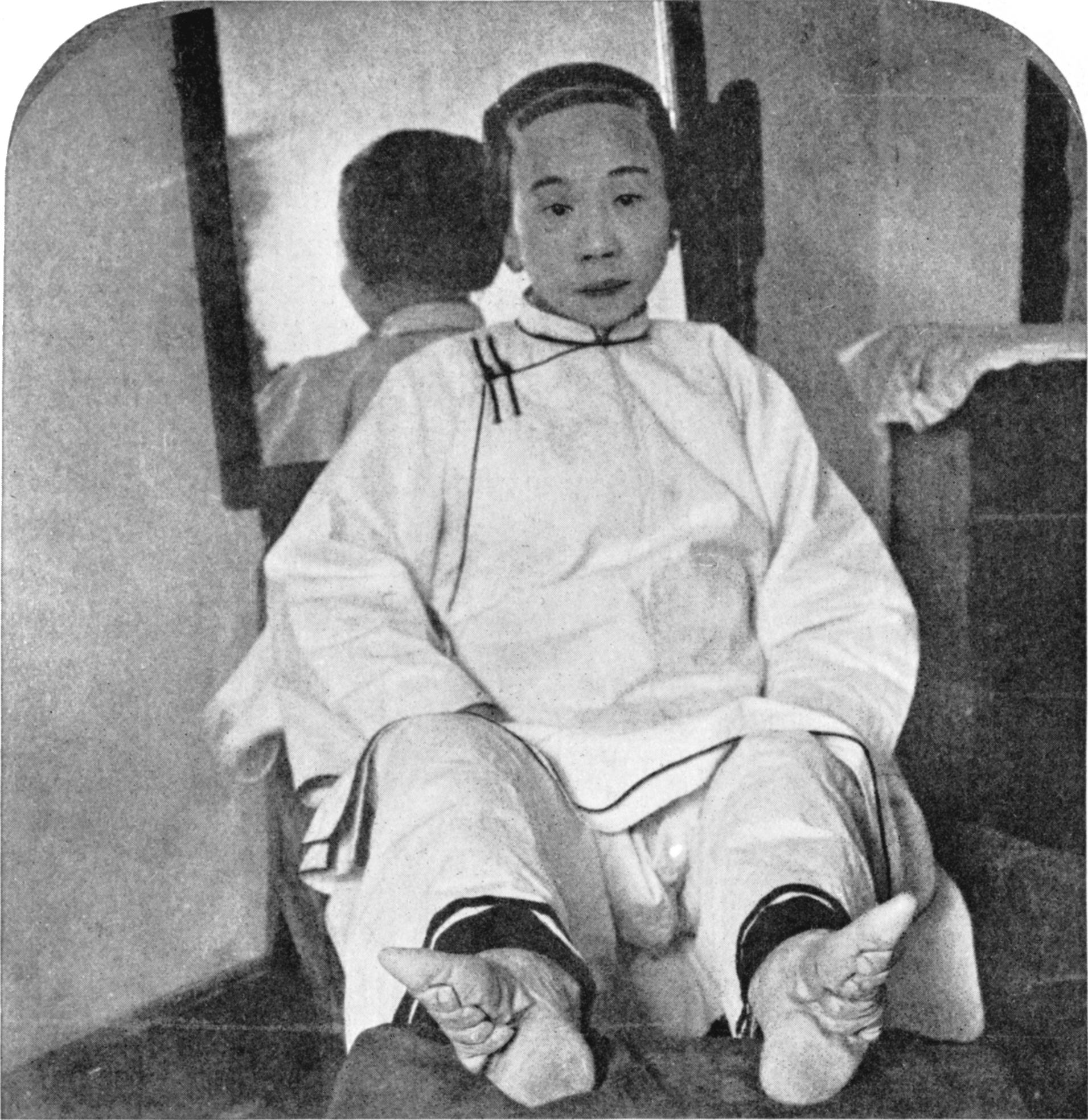
Een vrouw met lotusvoetjes, de schoen wordt alleen op de grote teen gedragen, 1911

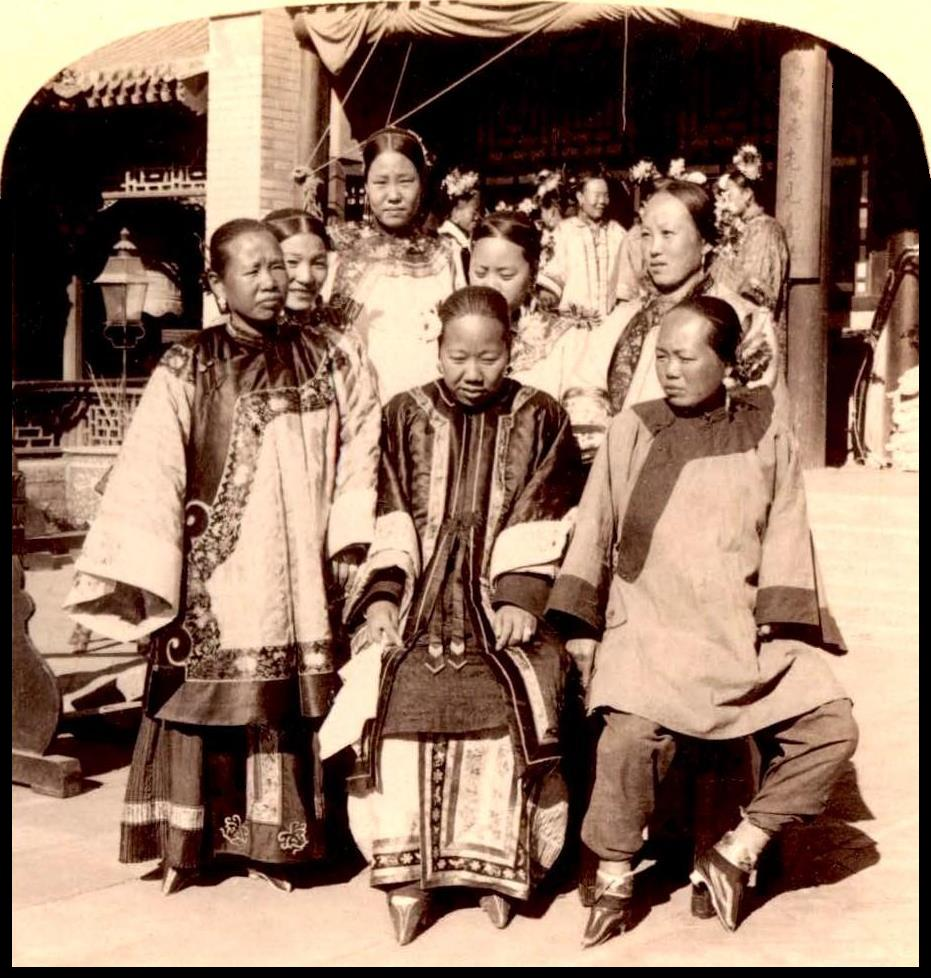
Vrouwen met lotusvoetjes op de binnenplaats van huis van welgestelden, 1900

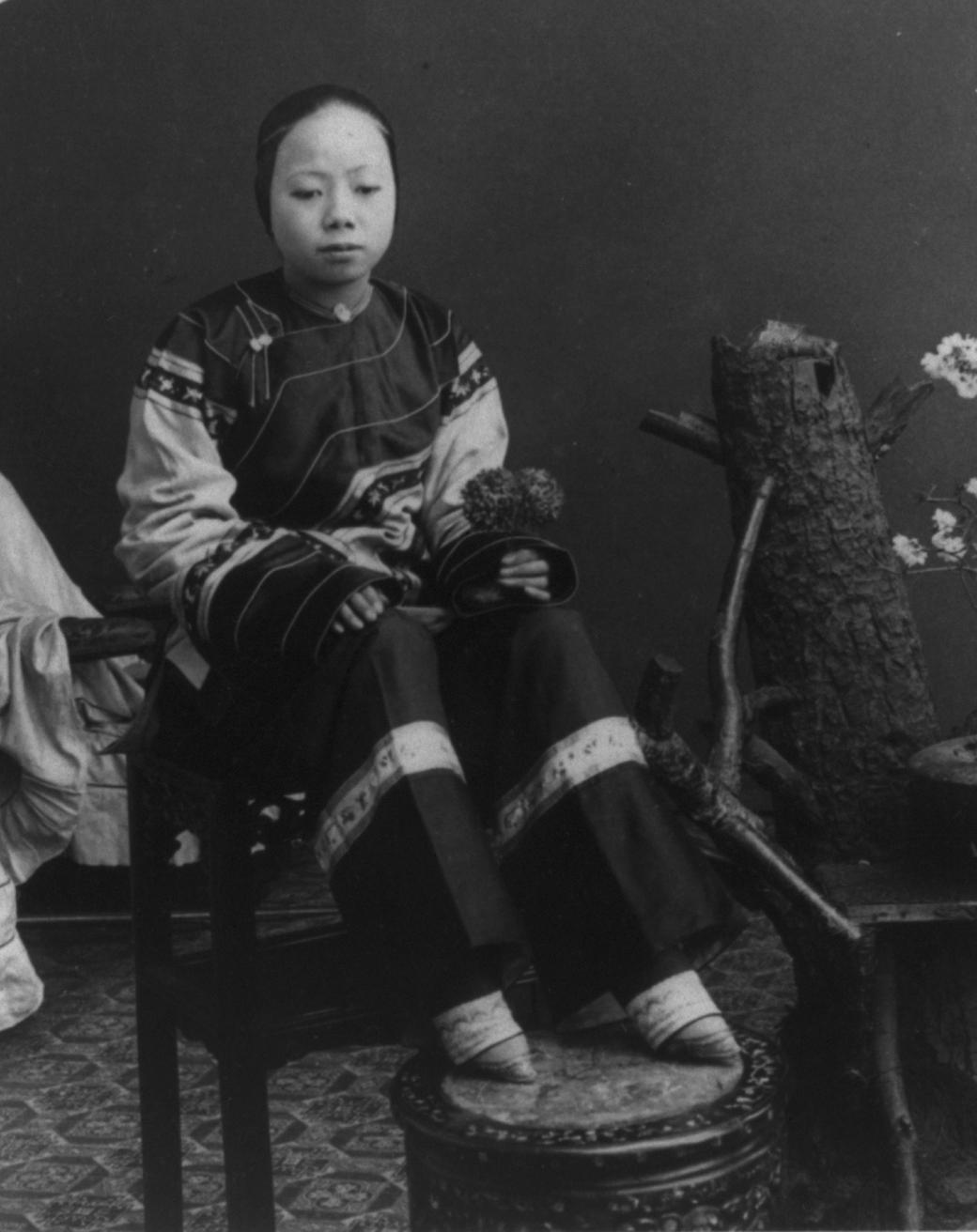
Vrouw met lotusvoetjes, ca. 1900

Lotusvoetjes (ook wel: Gouden lotussen) heeft betrekking op het misvormen van vrouwenvoeten, een praktijk in het oude China die voetinbinding of Chinese voetinbinding wordt genoemd. 

## Geschiedenis
Deze praktijk heeft zich kunnen ontwikkelen omdat bij Chinese mannen, aanvankelijk alleen in hofkringen, het idee had postgevat dat een vrouw met kleine voeten heel aantrekkelijk was, vooral door de invloed die het had op de manier van lopen. De praktijk begon bij danseressen aan het keizerlijk hof aan het eind van de periode van de Tang-dynastie (618- 907 na Chr.). 
Tegen de 12e eeuw, tijdens de Song-dynastie, was de gewoonte bij vrouwen uit de elite wijd verspreid geraakt. Het zou als een teken van welstand hebben gegolden omdat alleen redelijk welvarende families een vrouw konden onderhouden die geen behoorlijke hoeveelheid werk meer kon verzetten. Een andere zienswijze benadrukt net dat de praktijk tot doel had meisjes aan het huis te binden om handwerk te verrichten (spinnen, weven, enz.). Het absolute schoonheidsideaal van de ingebonden voet was een lengte van drie duim gouden lotussen. Dat was 10 cm. Dat was in de praktijk vrijwel onhaalbaar. De meest voorkomende lengtes lagen tussen de 13 en 17 cm. De praktijk bezorgde de meisjes die eraan werden onderworpen helse pijnen.
De gewoonte was niet volstrekt algemeen. Zowel bij de Mongoolse vrouwen van de Yuan-dynastie (1279-1368) als de Mantsjoe-vrouwen van de Qing-dynastie (1644-1911) werden de voeten niet ingebonden. Hetzelfde gold voor vrouwen uit een aantal minderheidsgroepen, zoals de Hakka. Ook bij de dochters waarvan de vader deel uitmaakte van het vendelsysteem werden de voeten niet ingebonden.  
Uit meerdere onderzoeken van rond 1900 blijkt dat er een aanzienlijk verschil was in de mate van verspreiding tussen de regio’s in China. In het noorden van het land was de gewoonte veel meer verbreid dan in het stroomgebied van de Jangtsekiang en de gebieden verder naar het zuiden. In die onderzoeken wordt een raming gehanteerd dat eind negentiende eeuw tussen de 40% en 50% van de Chinese vrouwen in het land ingebonden voeten had. 
De eerste teksten waarin stelling genomen wordt tegen de gewoonte dateren van de dertiende eeuw. Diverse keizers van de Qing-dynastie hebben een verbod op de gewoonte afgekondigd. Het meest absolute verbod werd in 1664 door Kangxi uitgevaardigd. Het verbod werd zo massaal genegeerd dat hij zich gedwongen voelde het vier jaar later in te trekken. De opstandige beweging der Taiping (1852-1865) verbood het voetenbinden resoluut in het gebied die het tijdelijk onder controle had.
In de tweede helft van de negentiende eeuw hebben zendelingen acties ondernomen de gewoonte af te schaffen. Die acties hadden maar een zeer beperkt resultaat. Met name in het noorden van China waar het inbinden van voeten het meest voorkwam werd zowel de  missie in China als de zending in China geassocieerd met imperialisme en ongelijke verdragen. Iedere actie van missie en zending kon beschouwd worden als een aanval op de Chinese cultuur waar het voetbinden onderdeel van was.
Aan het eind van de negentiende eeuw begon een aantal Chinese hervormingsbewegingen te strijden voor de afschaffing van het gebruik. Qiu Jin was hierin een leidende persoon. In deze kringen kwam men snel tot de conclusie dat deze Chinese traditie het verdiende om overboord te worden gegooid. Na de omverwerping van het keizerrijk en de uitroeping van de republiek, in 1911, werd de praktijk buiten de wet gesteld. Kennelijk was de Chinese samenleving toen rijp voor deze hervorming, want sindsdien werden nog maar weinig meisjes aan deze foltering onderworpen. 
De politieke instabiliteit zorgde voor weinig controle op het verbod op voetenbinden en in de jaren 20 en 30 kwam het nog sporadisch voor. De communisten waren echter ook resoluut tegen het voetenbinden en toen de stabiliteit na 1949 was teruggekeerd verdween het voetenbinden geheel.
Vrouwen met ingebonden voeten werden in de periode 1911-1949 uiteindelijk allemaal gedwongen de omzwachtelingen en lotusschoentjes te verwijderen. Dit zorgde dat de voeten plotseling opnieuw begonnen te groeien. Dit gebeurde echter niet keurig naar buiten en naar voren, omdat de voeten al misvormd waren. De voeten groeiden naar binnen uit, wat de vrouwen opnieuw zeer veel pijn bezorgde. Bovendien paste het in de communistische ideologie dat ook vrouwen werkten. Vrouwen met lotusvoetjes konden echter nauwelijks grote afstanden afleggen, maar de regering had daar weinig aandacht voor.

## Praktijk
Lotusvoeten werden gevormd door het omzwachtelen van de voeten met stroken stof. Dit dagelijkse procedé werd uitgevoerd bij jonge meisjes van 6 jaar of jonger. De voet werd gehinderd in de groei en de vier kleine tenen werden naar binnen geplooid en braken uiteindelijk vanzelf waardoor ze nog verder onder de voet geschoven konden worden. De grote teen bleef recht. Het resultaat was dat de botten werden vervormd en dat de tenen naar binnen groeiden. De voeten ontwikkelden zich verkeerd, waardoor de meisjes de kuitspieren niet meer nodig hadden. Al het gewicht verplaatste zich, waardoor lopen haast onmogelijk is. Als de vrouw volgroeid was had zij dan voeten van soms 13-15 cm. 
Een gouden lotusvoetje was 8 cm, met 10 cm had men een zilveren lotusvoetje en met 12 cm had men een ijzeren lotusvoetje. Een extra bijzonderheid was als de voet een van nature hoge wreef had waardoor de voet optisch nog kleiner leek.
Voetenbinden is ontzettend pijnlijk. Naast hevige pijn gaan de voeten soms ook opzwellen, kneuzen en ontsteken. Veel vrouwen hebben hun ervaringen verteld of opgeschreven en ze hebben het allemaal over veel pijn, verdriet en onmacht. Gemiddeld stierf 1 op de 10 vrouwen als gevolg van bloedvergiftiging.

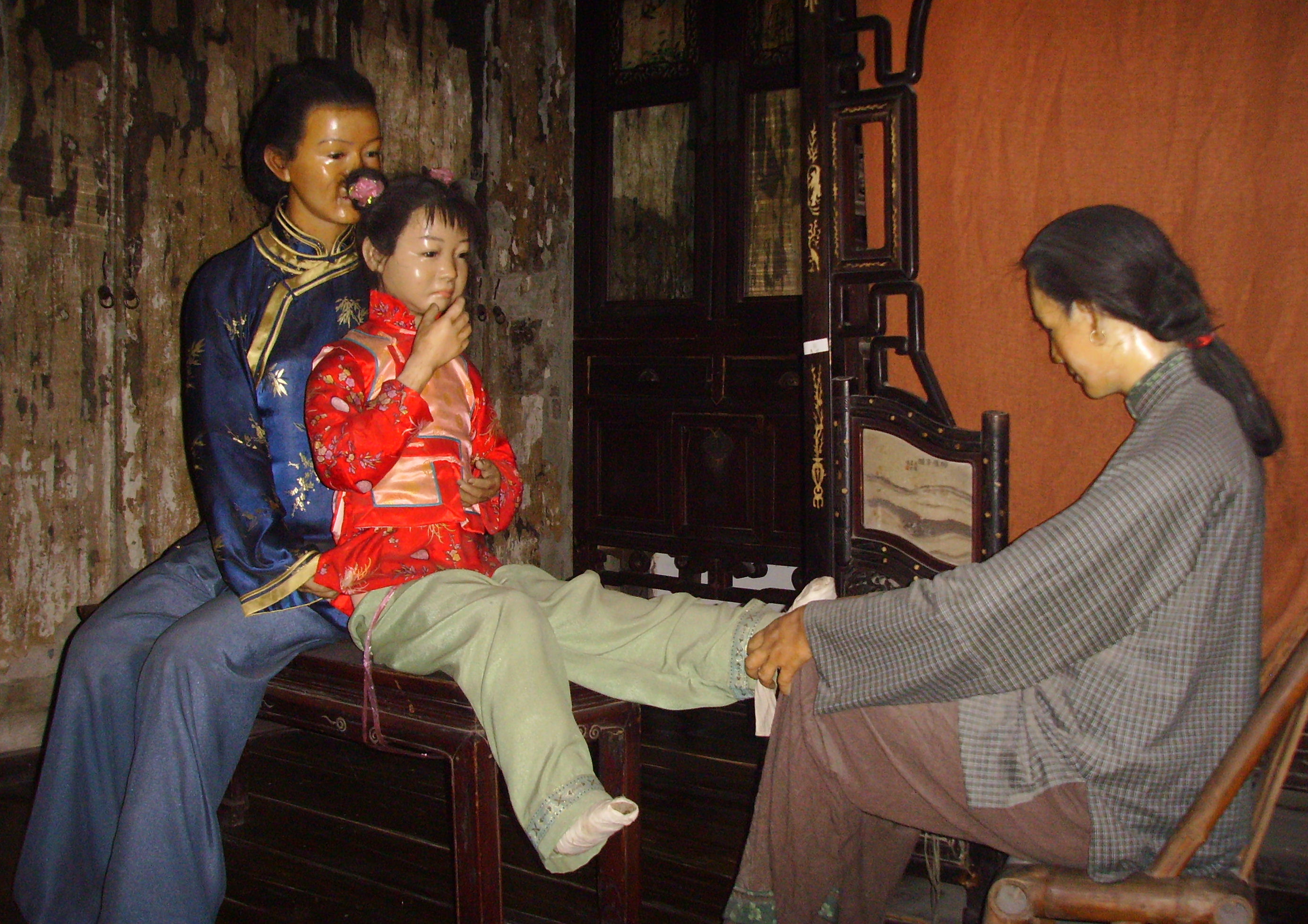
Het inbinden van een voet van een huilend meisje in Wuzhen Xizha (een openluchtmuseum)
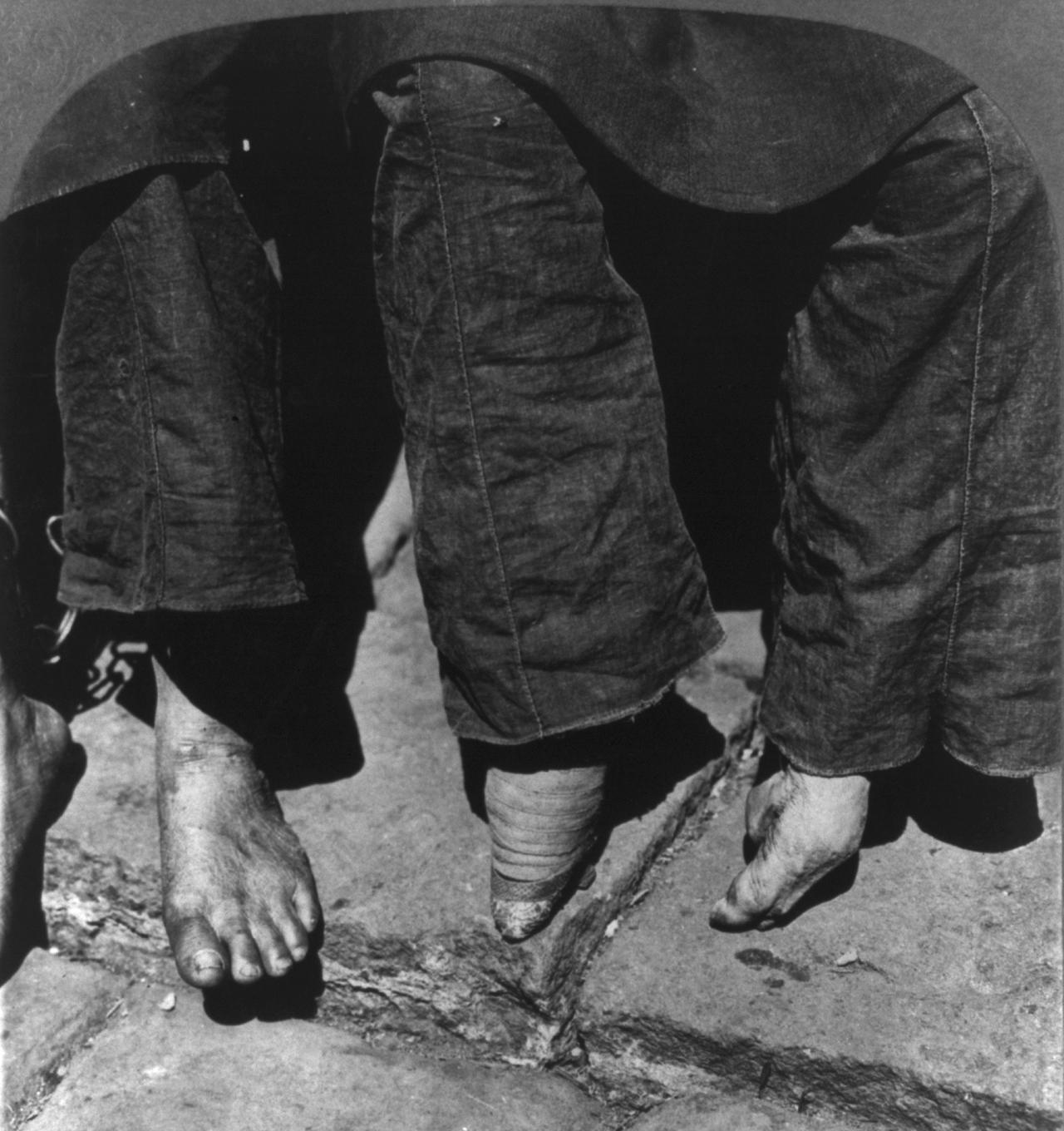
Gewone voeten en lotusvoetjes
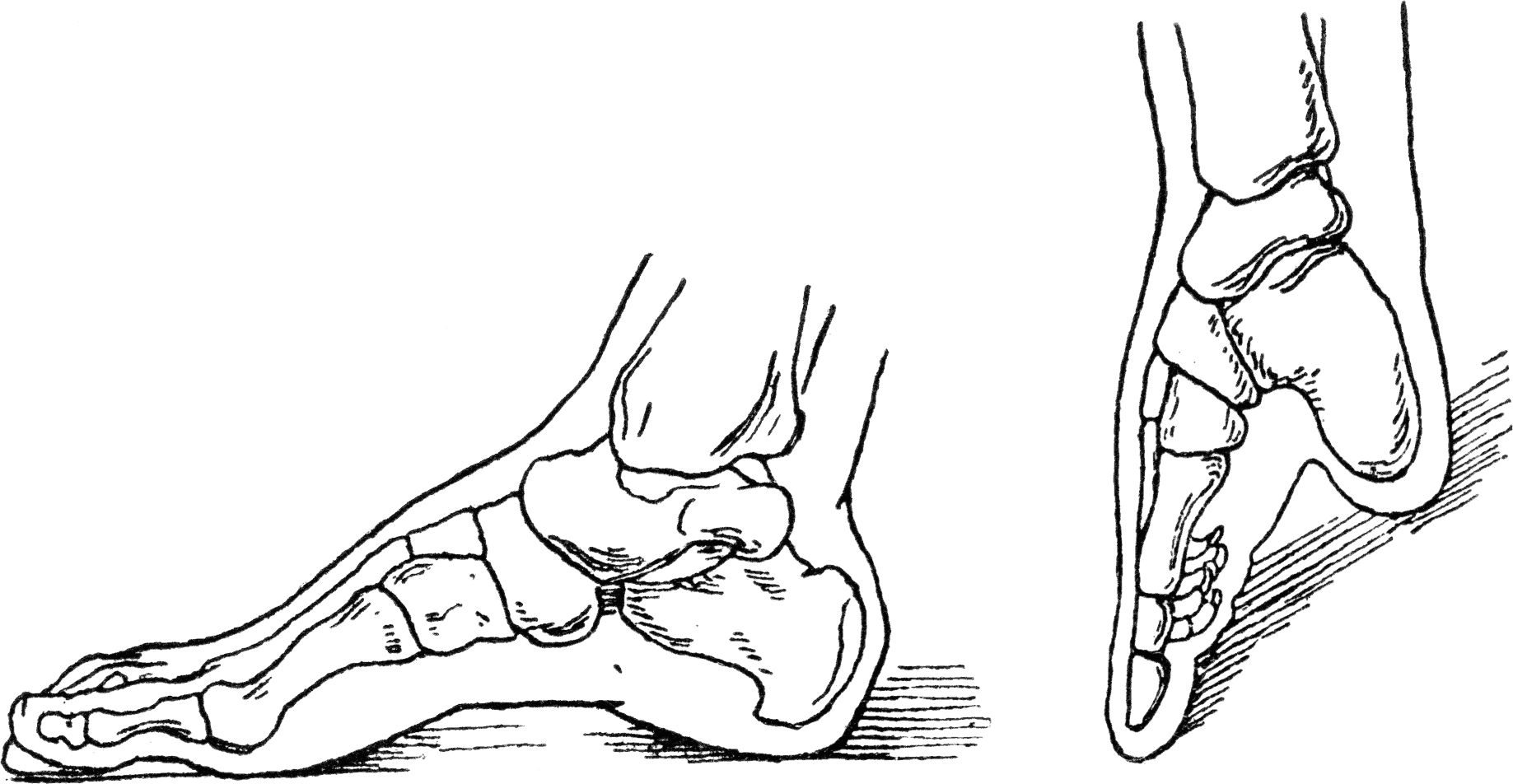
Een normale voet en een lotusvoetje met de vier kleine tenen naar binnen gebogen
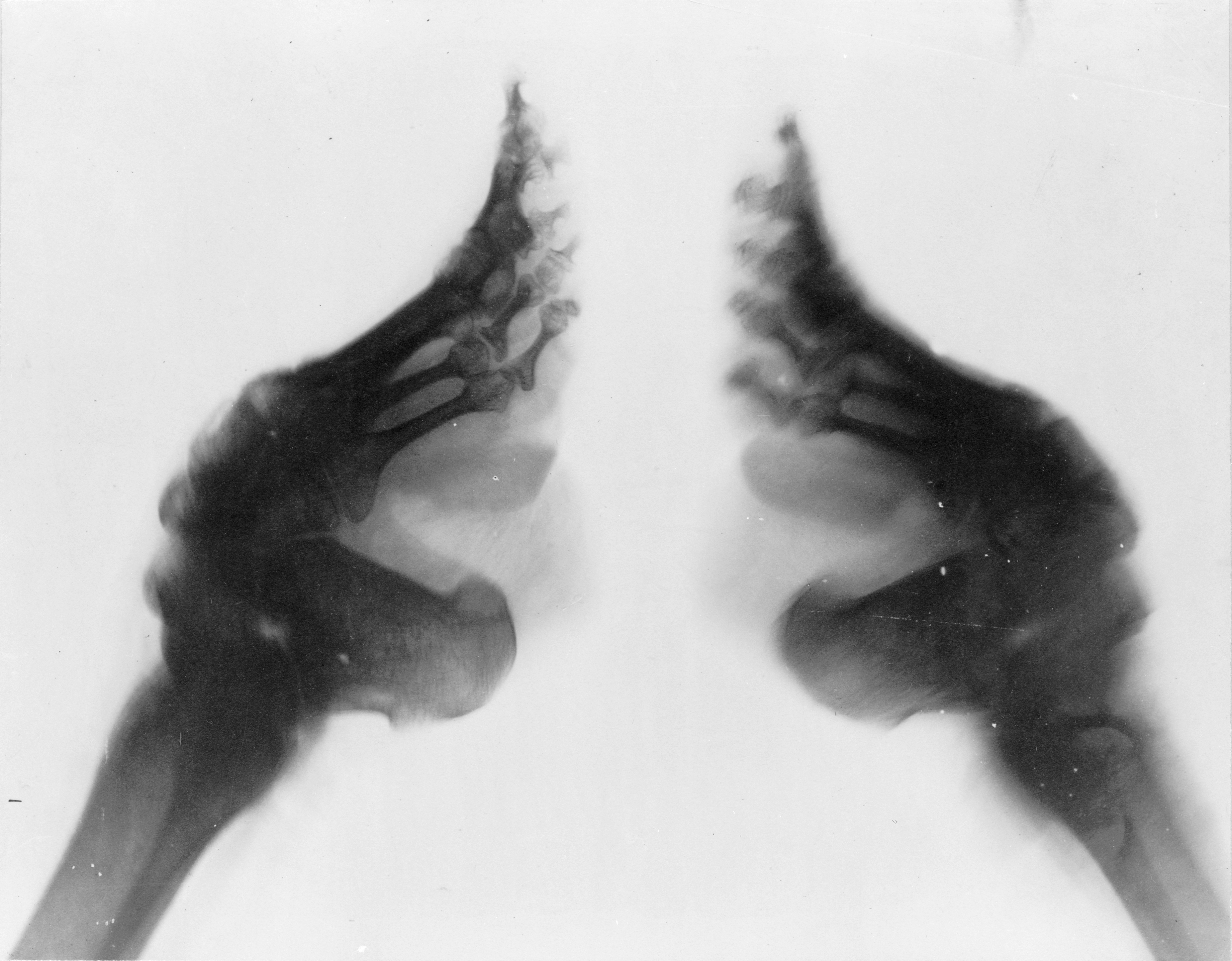
Röntgenfoto van een gebonden voet

## Statussymbool
Lotusvoeten werden gezien als statussymbool. Aangezien een vrouw moeilijk kon lopen met zulke kleine en onnatuurlijke voeten moest ze wel binnenshuis blijven: dit lag in het rolpatroon van de vrouw. Het voetenbinden betekende echter ook dat de vrouw dus geen werk nodig had omdat ze rijk was en geen geld hoefde te verdienen.

## Lotusschoentjes
Bij deze minuscule voeten hoorden aparte schoenen. Deze schoentjes moesten de mooie, esthetisch gevormde voet alle eer aandoen. Voor Chinese mannen was een lotusvoet onweerstaanbaar en lotusschoentjes waren de afwerking van het geheel.
De schoentjes bestaan uit dure stoffen zoals zijde en satijn en werden prachtig geborduurd met chinoiseriën. Sommigen hadden een klein hakje, maar meestal waren ze plat. Lotusschoentjes zijn bijzonder gewild en zeer kostbaar. 
In het theater waar alleen mannen op de planken mochten staan, werden speciale schoenen gemaakt voor de heren. Eigenlijk liepen ze tegen een steun op hun tippen zodat het leek alsof ook zij lotusvoeten hadden. De urenlange trainingen bestonden eruit van 's morgens tot 's avonds op de houten steunen te staan en daarmee hun evenwicht zoeken door op bakstenen te staan.

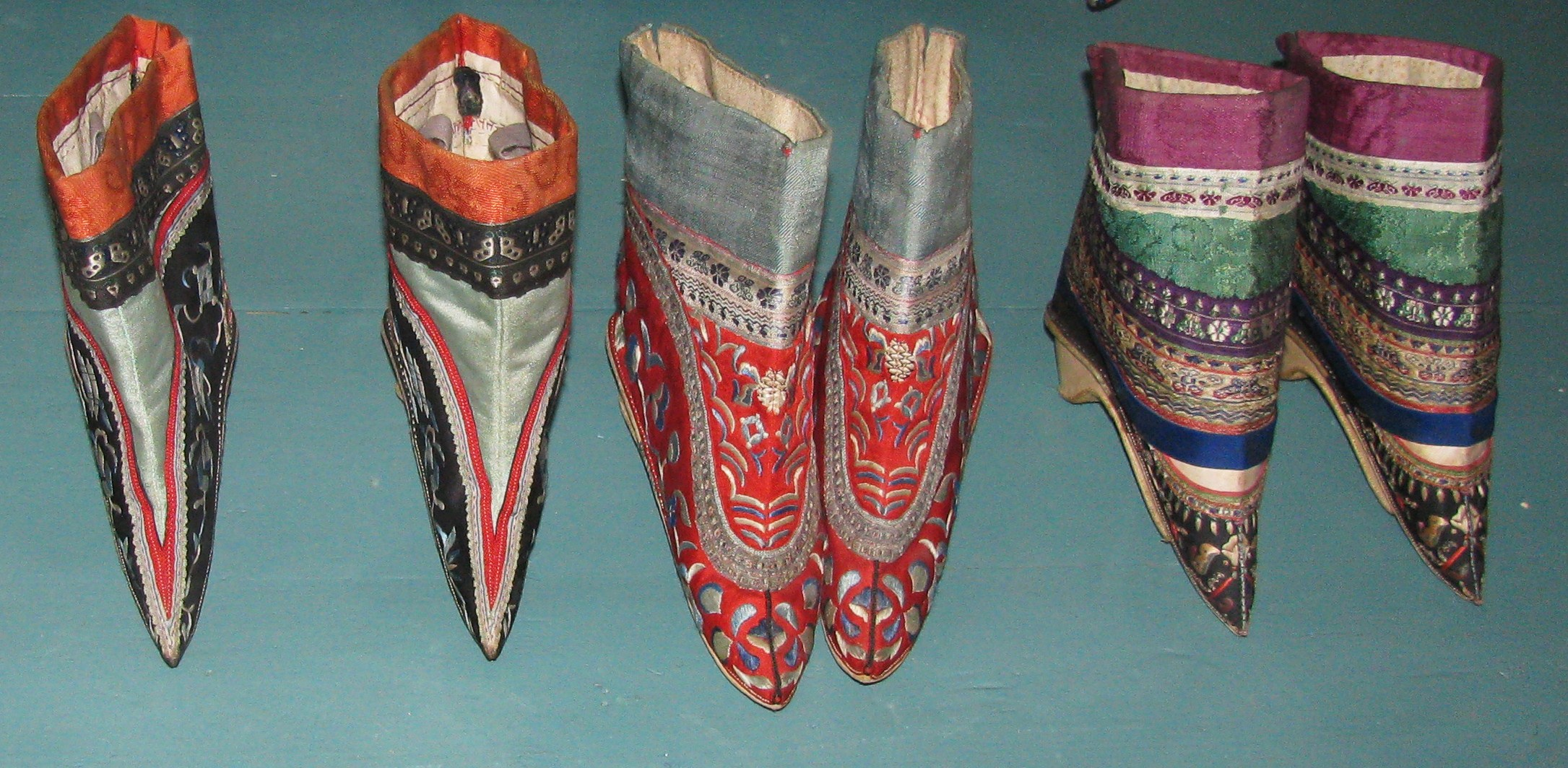
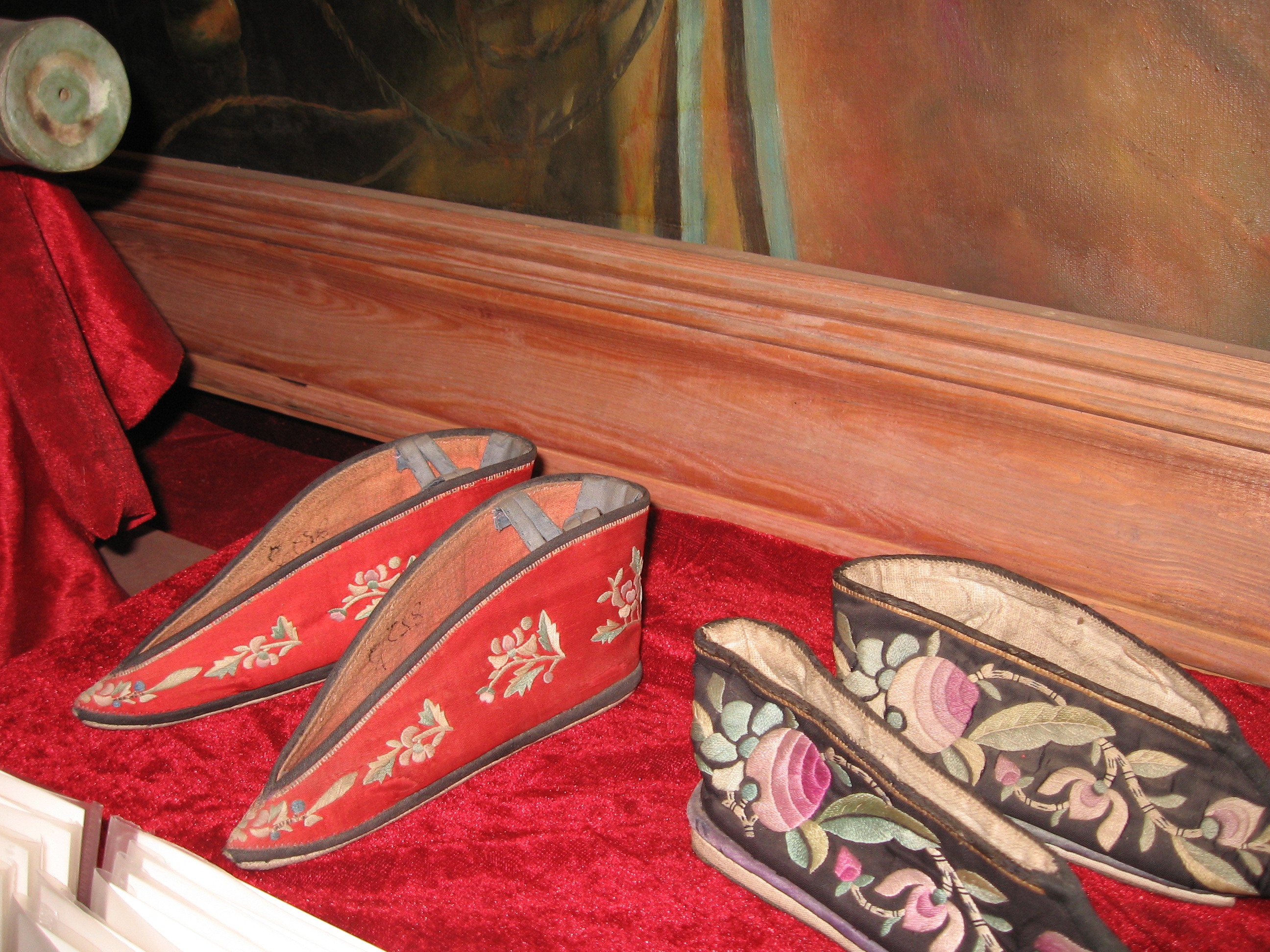
Lotusschoentjes
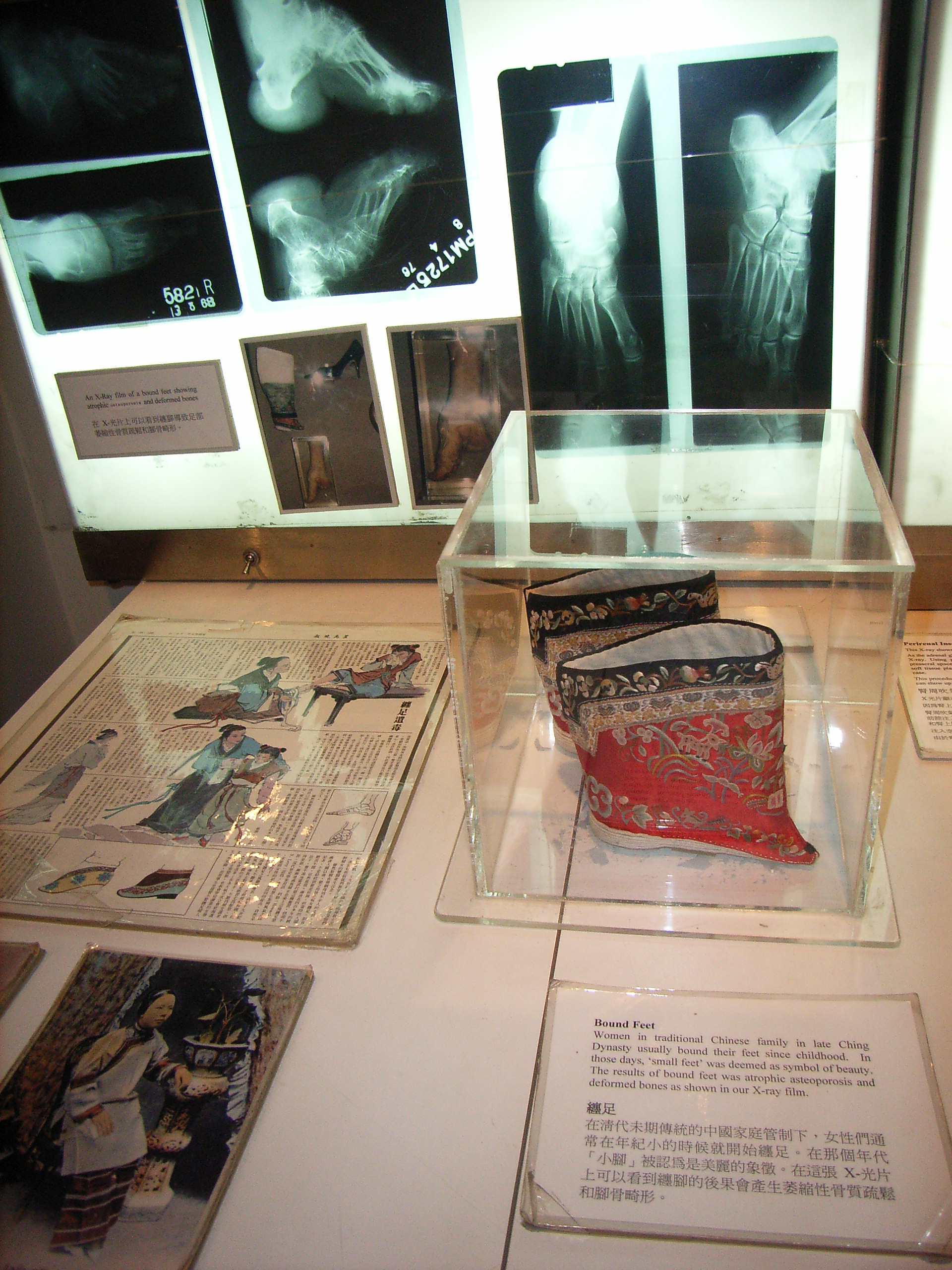
Geborduurde zijden Lotusschoentjes
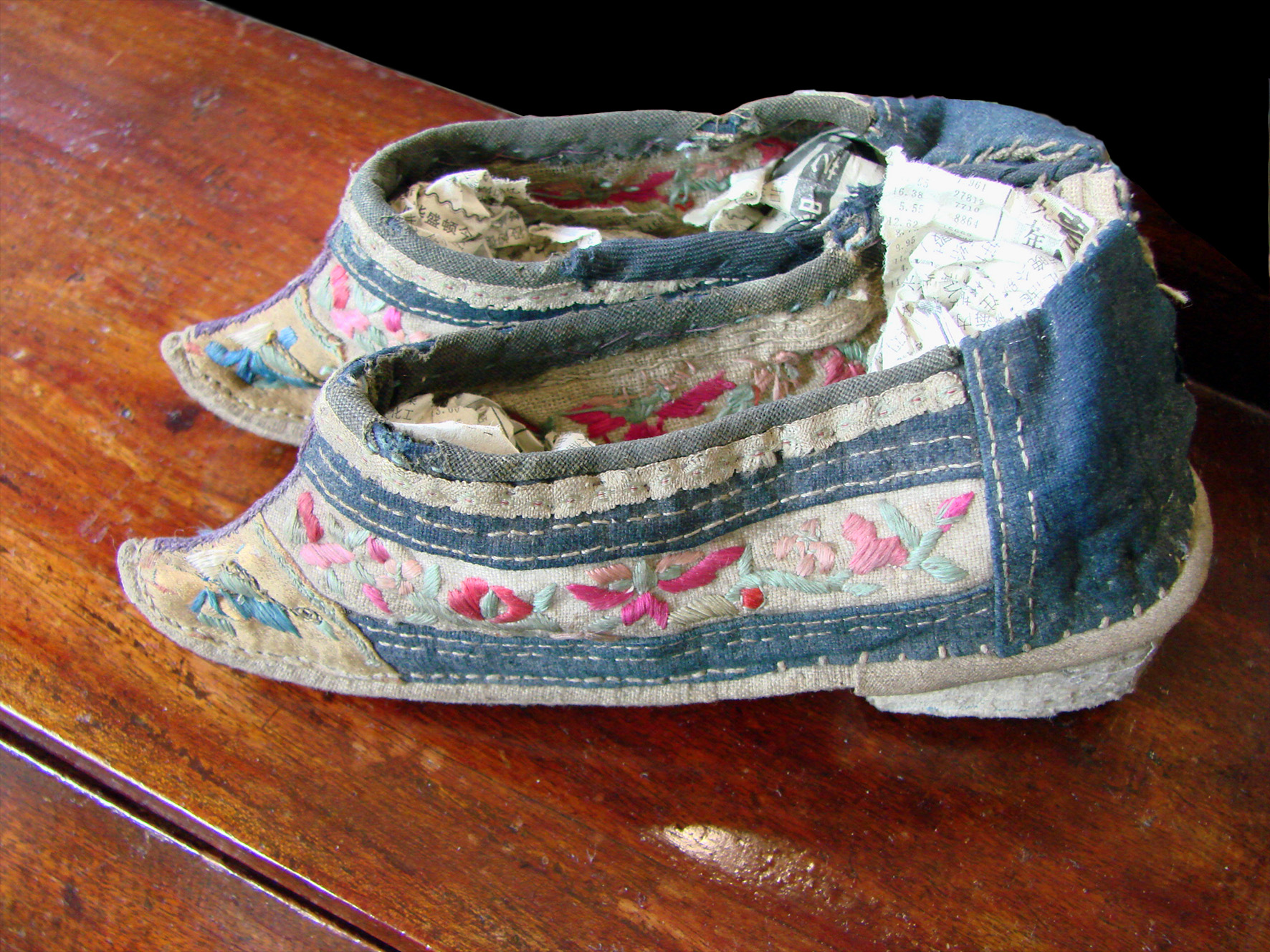

## Trivia
- Het verschijnsel van het inbinden van de voeten werd voor het eerst in het westen beschreven door Odoric van Friuli in zijn reisverslag uit 1330.[2]